# BOK Financial Corporation
Die BOK Financial Corporation ist ein amerikanisches regionales Finanzunternehmen mit Sitz in Tulsa, Oklahoma. Die Unternehmenszentrale des Unternehmens befindet sich im BOK Tower in Downtown Tulsa. 
Es gliedert sich in sieben verschiedene Abteilungen: Bank of Albuquerque, Bank of Arizona, Bank of Arkansas, Bank of Kansas City, Bank of Oklahoma, Bank of Texas, und Colorado State Bank and Trust. 